# Embajada de Argentina en la República Popular China
La Embajada de Argentina en la República Popular China (en chino simplificado, 阿根廷驻华大使馆; pinyin, āgēntíng zhùhuá dàshǐguǎn) es la misión diplomática de Argentina en la República Popular China. Se ubica en Calle 5.ª Este Sanlitun Nº 11, Distrito de Chaoyang, Pekín.
Además de la República Popular China, de la jurisdicción de la embajada cubre también Mongolia.